# Elecciones a la Asamblea de Ceuta de 2015
Las elecciones a la Asamblea de Ceuta de 2015, que darán lugar al inicio de la VI Legislatura desde el Estatuto de Autonomía de Ceuta, se celebraron el 24 de mayo de 2015, en el marco de las elecciones autonómicas de España de 2015. Serán renovados los 25 diputados de la Asamblea. 

## Candidaturas

### Partidos políticos con representación en la Asamblea
| Candidatos                               |                       | |
| Partido                                  | Candidato             | Observaciones |
| Partido Popular de Ceuta (PP de Ceuta )  | Juan Jesús Vivas      | |
| Coalición Caballas (Caballas)            | Mohamed Alí           | Coalición formada por Unión Demócrata Ceutí y Partido Socialista del Pueblo de Ceuta, tiene un acuerdo de colaboración con Equo. |
| Partido Socialista Obrero Español (PSOE) | José Antonio Carracao | |

### Partidos políticos sin representación en la Asamblea
| Candidatos                                        |                            |                                          |
| Partido                                           | Candidato                  | Observaciones                            |
| Izquierda Unida (IU)                              | Pedro Monagues             | Con el apoyo de una plataforma ciudadana |
| Los Verdes-Grupo Verde (LV-GV DE CEUTA)           | Juan Redondo               |                                          |
| Partido Democrático y Social de Ceuta (P.D.S.C.)  | Tarek Mizzian              |                                          |
| Unión Progreso y Democracia (UPyD)                | Julián Domínguez Fernández |                                          |
| Vox (VOX)                                         | Mercedes Sánchez Vallejo   |                                          |
| Movimiento por la Dignidad y la Ciudadanía (MDyC) | Fátima Hamed Hossain       |                                          |
| Ciudadanos – Partido de la Ciudadanía (C´s)       | Javier Vargas              |                                          |
| Partido Libre Ceutí (PLC)                         | Javier Díaz Nieto          |                                          |

## Resultados
Para optar al reparto de escaños la candidatura debe obtener al menos el 5% de los votos válidos emitidos.
| ← Elecciones a la Asamblea de Ceuta de 2015 → |                                                   |           |        |       |         |     |
| Presidente y gobierno | Partido                                           | Candidato | Votos  | %     | Escaños | +/- |
| - Presidente: Alcalde-Presidente: Juan Jesús Vivas - Gobierno: PP - Censo: - Votantes: 29.611 - Abstención: 29.801 - Válidos: 29.177 - A candidatura: 28.709 | Partido Popular de Ceuta (PP)                     |           | 13.355 | 45,77 | 13      | -5  |
| - Presidente: Alcalde-Presidente: Juan Jesús Vivas - Gobierno: PP - Censo: - Votantes: 29.611 - Abstención: 29.801 - Válidos: 29.177 - A candidatura: 28.709 | Partido Socialista Obrero Español (PSOE)          |           | 4.095  | 14,04 | 4       | +1  |
| - Presidente: Alcalde-Presidente: Juan Jesús Vivas - Gobierno: PP - Censo: - Votantes: 29.611 - Abstención: 29.801 - Válidos: 29.177 - A candidatura: 28.709 | Coalición Caballas                                |           | 3.879  | 13,29 | 4       | =   |
| - Presidente: Alcalde-Presidente: Juan Jesús Vivas - Gobierno: PP - Censo: - Votantes: 29.611 - Abstención: 29.801 - Válidos: 29.177 - A candidatura: 28.709 | Movimiento por la Dignidad y la Ciudadanía (MDyC) |           | 3.264  | 11,19 | 3       | +3  |
| - Presidente: Alcalde-Presidente: Juan Jesús Vivas - Gobierno: PP - Censo: - Votantes: 29.611 - Abstención: 29.801 - Válidos: 29.177 - A candidatura: 28.709 | Ciudadanos – Partido de la Ciudadanía (C´s)       |           | 1.756  | 6,02  | 1       | +1  |
| - Presidente: Alcalde-Presidente: Juan Jesús Vivas - Gobierno: PP - Censo: - Votantes: 29.611 - Abstención: 29.801 - Válidos: 29.177 - A candidatura: 28.709 | Partido Democrático y Social de Ceuta (PDSC)      |           | 531    | 1,82  | 0       |     |
| - Presidente: Alcalde-Presidente: Juan Jesús Vivas - Gobierno: PP - Censo: - Votantes: 29.611 - Abstención: 29.801 - Válidos: 29.177 - A candidatura: 28.709 | Los Verdes-Grupo Verde (LV-GV)                    |           | 507    | 1,74  | 0       |     |
| - Presidente: Alcalde-Presidente: Juan Jesús Vivas - Gobierno: PP - Censo: - Votantes: 29.611 - Abstención: 29.801 - Válidos: 29.177 - A candidatura: 28.709 | Izquierda Unida (IU)                              |           | 456    | 1,56  | 0       |     |
| - Presidente: Alcalde-Presidente: Juan Jesús Vivas - Gobierno: PP - Censo: - Votantes: 29.611 - Abstención: 29.801 - Válidos: 29.177 - A candidatura: 28.709 | Vox (VOX)                                         |           | 356    | 1,32  | 0       |     |
| - Presidente: Alcalde-Presidente: Juan Jesús Vivas - Gobierno: PP - Censo: - Votantes: 29.611 - Abstención: 29.801 - Válidos: 29.177 - A candidatura: 28.709 | Unión Progreso y Democracia (UPyD)                |           | 324    | 1,11  | 0       |     |
| - Presidente: Alcalde-Presidente: Juan Jesús Vivas - Gobierno: PP - Censo: - Votantes: 29.611 - Abstención: 29.801 - Válidos: 29.177 - A candidatura: 28.709 | Partido Libre Ceutí (PLC)                         |           | 200    | 0,69  | 0       |     |
| - Presidente: Alcalde-Presidente: Juan Jesús Vivas - Gobierno: PP - Censo: - Votantes: 29.611 - Abstención: 29.801 - Válidos: 29.177 - A candidatura: 28.709 | En blanco                                         |           |        | 468   |         |     |
| - Presidente: Alcalde-Presidente: Juan Jesús Vivas - Gobierno: PP - Censo: - Votantes: 29.611 - Abstención: 29.801 - Válidos: 29.177 - A candidatura: 28.709 | Nulos                                             |           |        | 434   |         |     |